# Antonio Riestra del Moral
Antonio Riestra del Moral (26 de octubre de 1909-29 de octubre de 1984), iii marqués de Riestra, fue un político y abogado español. Durante la dictadura de Francisco Franco ocupó diversos cargos y fue procurador en las Cortes franquistas. 

## Biografía
Era hijo de Raimundo Riestra Calderón, ii marqués de Riestra, y de María del Moral Sanjurjo. Asimismo, era nieto paterno del empresario y político José Riestra López y materno del político Antonio del Moral López.
Abogado de profesión, perteneció al Cuerpo Jurídico Militar. Miembro de Falange, pareticipó en la guerra civil, siendo herido en combate y recompensado con la Medalla de Sufrimientos por la Patria.
Durante los primeros años de la dictadura de Francisco Franco ocupó diversos cargos, dirigiendo el Instituto de Estudios Políticos (IEP) durante algunos meses, en sustitución de Alfonso García-Valdecasas. En marzo de 1943 fue nombrado delegado nacional del Servicio Exterior de Falange, cargo que ocuparía hasta la disolución de este organismo en 1945.
Fue miembro del Consejo Nacional de FET y de las JONS y, como tal, fue  procurador en Cortes entre 1943 y 1971.
Estuvo en posesión de la encomienda con placa y gran cruz de la Orden de Cisneros y de la gran cruz de la Orden Imperial del Yugo y las Flechas.